# 洛佐韋 (卡贊卡區)
47°40′30″N 32°56′2″E / 47.67500°N 32.93389°E
洛佐韋（烏克蘭語：Лозове），是烏克蘭南部的村莊，隸屬尼古拉耶夫州的巴什坦卡區。該村始建於1820年，面積0.29平方公里，海拔高度79米，2001年人口5，人口密度每平方公里17.2人。